# Soubala
Soubala is een gemeente (commune) in de regio Mopti in Mali. De gemeente telt 10.700 inwoners (2009).